# La Tormenta
La tormenta (tradução literal: A Tempestade) é uma telenovela colombiana  produzida por RTI Colombia e Telemundo em 2005. 
Foi protagonizada por Natalia Streignard e Christian Meier e antagonizada por Natasha Klauss, Kristina Lilley, Marcelo Buquet e Didier van der Hove.

## Enredo
María Teresa Montilla se verá envolta em um turbilhão de amor, paixão e intriga quando assume a tarefa de administrar uma fazenda, onde viverá um verdadeiro inferno. María Teresa e Santos Torrealba, são duas pessoas que vivem de mundos opostos, descobriram que do ódio ao amor só tem um passo. Eles farão até o impossível para evitar se apaixonarem. 
Maria Teresa, uma mulher jovem, refinada, culta e grande executiva, é a única herdeira de um grupo empresarial muito poderoso, mas que lamentavelmente vai à falência. Quando ela pensa que tudo está perdido, seu pai muito doente, lhe confessa que são proprietários de uma fazenda na localidade de Llano, que é a única alternativa para sair da ruína financeira. A fazenda “La Tormenta” é administrada por  Santos Torrealba, afilhado do pai de Maria Teresa, um homem sensato, fiel a seus amigos, mas muito rude e bruto, um homem criado no campo.
Desde que Maria Teresa se torna responsável pelas finanças da fazenda, sua vida mudará para sempre ao conhecer Santos, uma pessoa que no princípio é um oposto para Maria Teresa. Por outro lado Santos um mulherengo inveterado, nunca acreditou que poderia sentir nada igual por uma mulher tão refinada. Mas para Maria Teresa, a vida dura no campo não será o mais difícil de resolver. 
A fazenda é um um lugar desejado por muita gente, já que em seus limites se esconde petróleo, e serve para muitos como zona de contrabando, sendo  que aparecem constantemente, pessoas interessadas em tetar impedir que Maria Teresa e Santos não consigam ser felizes nesse lugar, como sua prima Isabela, Edelmira e seu filho, Simón Guerrero; inimigo de Santos desde sempre.

## Elenco
| Ator / Atriz           | Personagem                        |
| ---------------------- | --------------------------------- |
| Natalia Streignard     | María Teresa Montilla             |
| Christian Meier        | Santos Torrealba/Santiago Guanipa |
| Natasha Klauss         | Isabella Montilla                 |
| Kristina Lilley        | Edelmira Carranza de Guerrero     |
| Marcelo Buquet         | Simón Guerrero                    |
| Iván Rodríguez         | Cipriano Camacho                  |
| Didier van der Hove    | Enrique Montalvo                  |
| Aura Cristina Geithner | Bernarda Ayala                    |
| Carmen Villalobos      | Trinidad Ayala                    |
| Eileen Abad            | Valentina Ayala                   |
| Manuel Balbi           | Jesús Niño Camacho                |
| Luis Gerónimo Abreu    | Miguel (Miguelón)                 |
| Natália Giraldo        | Azalea                            |
| Juan Pablo Shuk        | Padre Damián                      |
| Danilo Santos          | Argemiro Guanipa                  |
| María Cristina Gálvez  | Remedios de Camacho               |
| Manuel Busquets        | Dr. Ricardo Padilla               |
| Agmeth Escaf           | Alirio Paiba                      |
| Bibiana Navas          | Solita Cruz                       |
| Rosemary Bohórquez     | Dalilah Gema                      |
| Vilma Vera             | Chepa                             |
| Constanza Gutiérrez    | Tatacoa (Bruxa)                   |
| Néstor Alfonso Rojas   | Abel Cain                         |
| Sandra Pérez           | Michelle Cardona                  |
| Alejandro Buenaventura | Ernesto Montilla                  |
| Laila Vieira           | Amapola                           |
| Diana Neira Canales    | Virginia                          |
| Martha Isabel Bolaños  | Camelia                           |
| Margarita Durán        | Genoveva                          |
| Ricardo González       | Demetrio Monaguia Lambió          |
| Gabriela Vergara       | Dra. Ariana Santino Castell       |
| Margalida Castro       | María Lucía Montilla              |
| Carmen Marina Torres'  | Nany                              |
| Hugo Gomez             | Campoelias Camacho                |
| Guillermo Villa        | Rodolfo Santino                   |

## Prêmios
- Prêmios TVyNovelas 2006: Melhor atriz antagonista (Natasha Klauss)

## Versões
- Em 2013, a Televisa produziu uma nova versão, sob produção de Salvador Mejía Alejandre, intitulada La tempestad e foi protagonizada por Ximena Navarrete e William Levy e antagonizada por Ivan Sanchez, Laura Carmine e César Évora.

- Em 2023, novamente a Televisa produz um remake da mesma história, que desta vez se intitula Tierra de esperanza, protagonizada por Carolina Miranda e Andrés Palacios e antagonizada por Luis Roberto Guzmán, Martha Julia, Sergio Goyri e Carmen Becerra.